# Broeders
Pour les articles homonymes, voir Broeders (nl) pour le court métrage néerlandais (2011), Broeders, pour le film néerlandais (2017).
 (juillet 2025).
Pour plus de détails, voir Fiche technique et Distribution.
Broeders est un court métrage dramatique belge écrit et réalisé par Adil El Arbi et sorti en 2011.

## Fiche technique
- Titre original : Broeders
- Titre français : Broeders
- Réalisation : Adil El Arbi, Bilall Fallah
- Scénario : Adil El Arbi
- Photographie : Robrecht Heyvaert
- Musique : Joeri Verspecht
- Pays d'origine : Belgique
- Langue originale : néerlandais
- Format : couleur
- Genre : drame
- Durée : 21 minutes

## Distribution
- Werner De Smedt :
- Moraad El Kasmi :
- Manou Kersting :
- Nabil Mallat :
- Elisabeth Puglia :

## Prix et récompenses
- Festival international du film de Flandre-Gand 2011 : Meilleur court métrage étudiant flamand (partagé avec Bilall Fallah)
- Festival international du court métrage de Louvain (nl) 2011 (Internationaal Kortfilmfestival Leuven 2011) : Prix du public (partagé avec Bilall Fallah)